# Франтішек Клоз
Франтішек Клоз (чеськ. František Kloz, 19 травня 1905, Млекозрбий — 13 червня 1945, Лоуни) — чехословацький футболіст, що грав на позиції нападника. Виступав, зокрема, за клуб «Кладно», а також національну збірну Чехословаччини. Один з кращих бомбардирів чемпіонату Чехословаччини довоєнного часу.

## Клубна кар'єра
Народився 19 травня 1905 року в місті Млеозрбй. На дорослому рівні розпочав вступи у клубах «Роудніце-над-Лабем» і СК «Роудніце».
Восени 1828 року приєднався до команди «Кладно» у складі якої дебютував у чехословацькій лізі у вересневій грі проти «Славії» (0:3). Уже у наступному сезоні 1929–1930 років став найкращим бомбардиром національної першості, забивши 15 голів. Наприкінці наступного чемпіонату перейшов до клубу «Славія», у складі якого встиг зіграти 2 матчі і забити 2 голи у чемпіонському сезоні.
На початку наступної першості повернувся до «Кладно». В сезоні 1932—1933 забив у чемпіонаті 19 голів і самому кінці сезону вирішов знову спробувати свої сили у складі місцевого гранда, але цього разу не у «Славії», а у «Спарті». З командою став учасником матчів Кубка Мітропи 1933 року. В 1/4 фіналу «Спарта» двічі перемогла угорську «Хунгарію» (3:2, 2:1), а Клоз відзначився трьома голами у цих матчах. У півфіналі чехословацька команда потрапила на італійську «Амброзіану-Інтер», якій поступилась 1:4. У матчі-відповіді Клоз забив два голи, але результат матчу 2:2 вивів у фінал міланську команду. З результатом у 5 голів Франтішек став одним із чотирьох найкращих бомбардирів кубка (разом з Раймундо Орсі, Джузеппе Меаццою і Маттіасом Синделаром).
У «Спарті» Клоз також не затримався надовго і уже на початку наступного сезону повернувся у «Кладно». Допоміг команді завоювати «бронзу» національної першості 1933–1934. Багато забивав, регулярно входячи у число найкращих бомбардирів. Виступав з командою у Кубку Мітропи, у якому загалом забив 12 голів у 12 матчах у 1933—1938 роках. У 1937 році вдруге у своїй кар'єрі став найкращим бомбардиром чемпіонату Чехословаччини. З загальним показником у 178 голів (у 190 матчах) входить п'ятірки найкращих бомбардирів турніру всіх часів. Завершив виступи у складі «Кладно» на початку сезону 1940/41.
У наступні роки грав у складі нищолігових клубів. В 1942—1943 роках був тренером клубу «Кладно».
У 1945 році пішов до війська звільняти країну від окупантів. Був поранений і незабаром помер 13 червня 1945 року на 41-му році життя у лікарні у місті Лоуни.

## Виступи за збірну
1929 року дебютував в офіційних матчах у складі національної збірної Чехословаччини у грі зі збірною Югославії, відзначився забитим голом.
У 1936 році у матчі Кубка Центральної Європи забив чотири голи у ворота збірної Угорщини (5:2).
Протягом кар'єри у національній команді, яка тривала 9 років, провів у формі головної команди країни 10 матчів, забивши 6 голів.
| Дата       | Місто    | Господарі      | Результат | Гості          | Турнір                             | Голи | Примітки |
| ---------- | -------- | -------------- | --------- | -------------- | ---------------------------------- | ---- | -------- |
| 28.10.1929 | Прага    | Чехословаччина | 4 – 3     | Югославія      | товариський матч                   | 1    |          |
| 14.06.1931 | Варшава  | Польща         | 0 – 4     | Чехословаччина | товариський матч                   | -    |          |
| 06.08.1933 | Загреб   | Югославія      | 2 – 1     | Чехословаччина | товариський матч                   | -    |          |
| 18.10.1936 | Прага    | Чехословаччина | 5 – 2     | Угорщина       | Кубок Центральної Європи 1936—1938 | 4    |          |
| 18.04.1937 | Бухарест | Румунія        | 1 – 1     | Чехословаччина | товариський матч                   | -    |          |
| 23.05.1937 | Прага    | Чехословаччина | 0 – 1     | Італія         | Кубок Центральної Європи 1936—1938 | -    |          |
| 19.09.1937 | Будапешт | Угорщина       | 8 – 3     | Чехословаччина | Кубок Центральної Європи 1936—1938 | -    |          |
| 24.10.1937 | Прага    | Чехословаччина | 2 – 1     | Австрія        | Кубок Центральної Європи 1936—1938 | 1    |          |
| 07.11.1937 | Софія    | Болгарія       | 1 – 1     | Чехословаччина | Відбір до ЧС 1938                  | -    |          |
| 01.12.1937 | Лондон   | Англія         | 5 – 4     | Чехословаччина | товариський матч                   | -    |          |
| Усього     |          | Матчів         | 10        |                | Голів                              | 6    |          |

## Титули і досягнення
- Чемпіон Чехословаччини (1):

«Славія» (Прага): 1930–1931
- Бронзовий призер чемпіонату Чехословаччини (1):

«Кладно»: 1933–1934
- Найкращий бомбардир чемпіонату Чехословаччини (2):

«Кладно»: 1929–1930 (15), 1936–1937 (28)
- Найкращий бомбардир Кубка Мітропи (1):

«Спарта» (Прага): 1933 (5)